# Jaume VII del Piombino
Jaume VII del Piombino (Gènova, 1581 - 1603) fou fill d'Alexandre Appiani d'Aragona. Fou príncep del Piombino i del sacre imperi i senyor de Scarlino, Populonia, Suvereto, Buriano, Abbadia al Fango i Vignale i de les illes d'Elba, Montecristo, Pianosa, Cerboli i Palmaiola el 1589, recobegut pels espanyols. Mantingué el títol de comte del sacre imperi. El 1594 Populonia fou elevada a marquesat (marquesat de Populònia) i la senyoria de Piombino fou erigida en principat imperial, anomenant-se des de llavors príncep Jaume VII del Piombino (abans Jaume VII Appiani d'Aragona). Mantingué el títol de comte del sacre imperi, Va morir a Gènova el 5 de gener del 1603. Es va casar a Gènova el 1602 o 1603 amb Blanca Spinola morta el 1625).